# We Will Rock You (musical)
We Will Rock You es un musical jukebox basado en las canciones de la banda británica Queen. Escrita por Ben Elton, la obra incluye éxitos tan conocidos como «We Are the Champions», «I Want to Break Free», «Somebody to Love», «I Want It All», «Another One Bites the Dust», «Bohemian Rhapsody», o el propio «We Will Rock You». La historia está ambientada en un futuro distópico en el que la individualidad se persigue y cualquier forma de creación artística ha sido prohibida. Solo algunos rebeldes desafían la represión del nuevo orden mientras aguardan la llegada del Soñador, un líder que según una vieja profecía hará posible el regreso de la música rock y jugará un papel decisivo para restablecer la libertad.
El espectáculo se estrenó en 2002 en el Dominion Theatre del West End londinense y desde entonces ha podido verse en numerosas ciudades a lo largo de todo el mundo.

## Argumento

### Acto I
La acción se sitúa 300 años en el futuro, en un mundo con reminiscencias orwellianas. La Tierra ha sido rebautizada como «iPlanet» («Planeta Ga Ga» en España) y se encuentra bajo el control de la corporación Globalsoft («Innuendo»). La globalización ha alcanzado su máxima expresión y los jóvenes Ga Ga ven las mismas películas, escuchan la misma música prefabricada, visten la misma ropa y tienen los mismos pensamientos e ideas. Los instrumentos musicales han sido prohibidos y nadie conoce la música rock («Radio Ga Ga»).
Sin embargo, en la última promoción de alumnos hay una oveja negra: el joven Galileo, quien vive atormentado por las misteriosas voces que escucha en su mente. Aunque él no es capaz de comprenderlas, éstas voces repiten fragmentos de canciones que se perdieron muchos años atrás. La profesora de Galileo le aconseja que siga la corriente como el resto de graduados, pero él se resiste a conformarse («I Want to Break Free») y por este motivo es detenido por Khashoggi, comandante de policía de Globalsoft. La profesora revela la existencia de un segundo bicho raro en la promoción: Scaramouche, una joven gótica de la que todos se burlan («Somebody to Love»). Khashoggi decide llevársela también.
Tras las detenciones, Khashoggi se reúne con Killer Queen, la presidenta ejecutiva de Globalsoft («Killer Queen»). Killer Queen está inquieta porque ha oído hablar acerca de una profecía según la cual una estrella brillante mostrará el camino para llegar hasta «la roca viviente», un lugar sagrado donde los instrumentos musicales fueron escondidos. La presidenta ordena a Khashoggi que llegue al fondo de la cuestión y aplaste definitivamente a los bohemios, los únicos disidentes que hacen frente al poder omnímodo de Globalsoft («Play the Game»).
Galileo y Scaramouche despiertan en un hospital y en seguida conectan, pues ambos son espíritus libres marginados por el resto de la sociedad («Under Pressure»). Los dos jóvenes deciden escapar juntos. Siguiendo las órdenes de Killer Queen, Khashoggi destruye todas las rocas del planeta, pero no es capaz de encontrar los instrumentos musicales. Killer Queen deduce que la profecía no es más que un mito y que, por lo tanto, Globalsoft ya ha ganado la partida («A Kind of Magic»).
En las calles, los bohemios Brit y Meat buscan materiales desechados con los que fabricar instrumentos musicales. Brit cree firmemente en el Soñador, un líder que hará que se cumpla la profecía y que será la clave para devolver la música al mundo («I Want It All»). De pronto se escucha un ruido y los bohemios corren a esconderse entre las ruinas.
Los causantes del ruido son Galileo y Scaramouche. Galileo le está contando a Scaramouche que cree que su destino a hacer algo importante. Como la joven no tiene nombre, Galileo decide llamarla «Scaramouche», una palabra que ha escuchado en sueños. Brit y Meat salen de su escondite y acusan a los recién llegados de ser espías, ya que Galileo conoce fragmentos del «texto sagrado». El joven insiste en que simplemente son voces que suenan en su cabeza. Brit pone a prueba a Galileo cantando los primeros versos de «Bohemian Rhapsody». Galileo es capaz de continuar la canción y Brit deduce que él debe ser el Soñador de la profecía. Los bohemios llevan a Galileo y a Scaramouche a su cuartel general, el Heartbreak Hotel (Hotel California en España), ubicado en las ruinas de la antigua estación de metro de Tottenham Court Road («Headlong»).
Los rebeldes aceptan a Galileo y Scaramouche como parte del grupo y les explican que cada uno de ellos toma su nombre de un cantante del pasado. Meat interpreta una emotiva canción en recuerdo de aquellos artistas que murieron jóvenes («No-One but You»). A continuación, todos se unen para celebrar la razón por la que las bandas de rock empezaron a tocar, que no es otra que el amor («Crazy Little Thing Called Love»).
De pronto, Khashoggi y sus agentes irrumpen en el Heartbreak Hotel y capturan a los bohemios. Brit es asesinado mientras lucha contra los policías para que Galileo y Scaramouche puedan escapar («Ogre Battle»).

### Acto II
El segundo acto comienza con los jóvenes Ga Ga siguiendo el modo de vida impuesto por Globalsoft («One Vision»).
Gracias al sacrificio de Brit, Galileo y Scaramouche logran escapar y descubren que Khashoggi encontró la guarida de los bohemios a través de un dispositivo de localización que les fue colocado en la cabeza mientras convalecían en el hospital. Tras extraer ambos dispositivos, los jóvenes caen en la cuenta de que son la única esperanza de los bohemios y se declaran su amor mutuo («Who Wants to Live Forever»).
Meat y los rebeldes supervivientes son llevados a la sede de Globalsoft, donde Khashoggi los tortura para obtener información acerca de la profecía («Flash»). Sin embargo, los bohemios saben tan poco como él, así que el comandante decide drenarles el cerebro y arrebatarles sus mentes («Seven Seas of Rhye»).
Galileo despierta de un sueño y le cuenta a Scaramouche que ha visto cómo los bohemios eran arrojados a los «Seven Seas of Rhye» (el «Nirvana» en España), el lugar donde acaban las personas a las que se les ha arrebatado la mente. Tras una discusión porque Galileo quiere que Scaramouche se quede al margen para protegerla del peligro, los dos parten hacia los «Seven Seas of Rhye» en busca de sus amigos.
De vuelta en las dependencias de Globalsoft («Fat Bottomed Girls»), Khashoggi informa a Killer Queen de que los bohemios han dejado de ser un problema. Killer Queen siente que su victoria ya es completa («Don't Stop Me Now»), pero Khashoggi le advierte de que Galileo y Scaramouche han logrado escapar. Enfurecida, Killer Queen decide borrarle la mente a Khashoggi para que no vuelva a decepcionarla («Another One Bites the Dust»).
Galileo y Scaramouche siguen buscando los «Seven Seas of Rhye» mientras no dejan de discutir («Hammer to Fall»). Finalmente llegan al lugar, que resulta ser un pub donde el anciano bibliotecario Pop atiende a los bohemios despojados de su mente («These Are the Days of Our Lives»). Pop explica a Galileo y Scaramouche la verdadera naturaleza de la profecía, que fue originada por los miembros de Queen antes de ser ejecutados por Globalsoft (al parecer, la última voluntad de Brian May fue tocar un solo de guitarra y gracias a ello logró retrasar la sentencia durante tres días y medio). De pronto, la lluvia que azotaba el exterior se disipa y ante ellos aparece la silueta de una estatua de Freddie Mercury. Scaramouche cae en la cuenta de que la estatua es la estrella brillante que anunciaba la profecía y que el lugar al que apunta, el Estadio de Wembley, es «la roca viviente» donde se ocultan los instrumentos musicales (en español se pierde el juego de palabras «the place of living rock»). Galileo, Scaramouche y Pop se preparan para ir hasta allí en bici («Bicycle Race»), pero ante las protestas de la joven deciden viajar en motocicleta («Headlong (Reprise)»).
El Estadio de Wembley se encuentra en ruinas y aparentemente allí no hay ningún instrumento musical. Galileo cree que han fracasado, pero Scaramouche se reconcilia con él y le anima a que interprete el comienzo de «We Will Rock You». En ese momento aparece una guitarra eléctrica y aunque Galileo no es capaz de tocarla, Scaramouche resulta ser una excelente guitarrista. Pop hackea la red de Globalsoft y hace que la música llegue a todo el planeta, provocando la caída de Killer Queen («We Will Rock You», «We Are the Champions»).
Tras bajar el telón («We Will Rock You (Fast Version)»), la compañía regresa al escenario para interpretar «Bohemian Rhapsody» como encore.

## Desarrollo
A mediados de los 90, el mánager de Queen, Jim Beach, comenzó a hablar sobre la posibilidad de concebir un musical jukebox utilizando las canciones de la banda. En un principio la intención era crear un espectáculo biográfico en torno a la figura de Freddie Mercury. Ya entonces, la productora de Robert De Niro, Tribeca, mostró interés en la idea, pero no encontraron la forma de llevarla a cabo.
En 2000 empezaron las conversaciones con Ben Elton para su incorporación al equipo creativo. Elton propuso dar un giro al proyecto y construir una historia desde cero que capturase el espíritu de la música de Queen. Tomando como inspiración el universo distópico de la película Matrix, el autor inglés desarrolló un argumento original y colaboró mano a mano con Brian May y Roger Taylor para encajar las canciones en la trama. Tras meses de trabajo, el libreto quedó completado a mediados de 2001.

## Producciones

### West End
2002
We Will Rock You tuvo su première mundial el 14 de mayo de 2002 en el Dominion Theatre de Londres, con funciones previas desde el 26 de abril y un reparto encabezado por Tony Vincent como Galileo, Hannah Jane Fox como Scaramouche, Sharon D. Clarke como Killer Queen, Alexander Hanson como Khashoggi, Nigel Clauzel como Brit, Kerry Ellis como Meat y Nigel Planer como Pop. Producido por Queen Theatrical Productions, Phil McIntyre Entertainments y Tribeca, el espectáculo fue dirigido por Christopher Renshaw y para ponerlo en marcha fue necesaria una inversión de 7,5 millones de libras esterlinas. El resto del equipo creativo lo completaron Arlene Phillips en la coreografía, Mark Fisher en el diseño de escenografía, Tim Goodchild en el diseño de vestuario, Willie Williams en el diseño de iluminación y Bobby Aitken en el diseño de sonido. La supervisión musical corrió a cargo de Mike Dixon y los propios Brian May y Roger Taylor.
A pesar de que fue machacado por la crítica especializada, el montaje rápidamente se convirtió en un éxito de público y en la edición de 2003 de los premios Olivier recibió una nominación en la categoría de mejor intérprete de reparto (Sharon D. Clarke). El 17 de agosto de 2005, We Will Rock You superó el récord que hasta entonces ostentaba Grease y pasó a ser la obra de mayor permanencia en cartel en la historia del Dominion Theatre, todo un hito teniendo en cuenta que este recinto es uno de los escenarios con mayor aforo del West End.
Tras una andadura de doce años en los que fue visto por 6,5 millones de espectadores, We Will Rock You bajó el telón por última vez el 31 de mayo de 2014, con más de 4 600 funciones a sus espaldas.
2023
Entre el 2 de junio y el 27 de agosto de 2023, el espectáculo realizó una temporada limitada en el London Coliseum después de haber recorrido Reino Unido e Irlanda con motivo de su 20.º aniversario. Dirigido por Ben Elton y coreografiado por Jacob Fearey, este montaje contó con Ian McIntosh como Galileo, Elena Skye como Scaramouche, Brenda Edwards como Killer Queen, Lee Mead como Khashoggi, Adrian Hansel como Brit, Christine Allado como Meat y el propio Ben Elton como Rebel Leader (Pop).

### España
2003
La primera versión en lengua no inglesa debutó el 1 de octubre de 2003 en el Teatro Calderón de Madrid, de la mano de Wonderland Theatre Productions. Dirigida por Luis Álvarez, la puesta en escena española estuvo protagonizada por Momo Cortés y Miquel Fernández como Galileo, María Blanco como Scaramouche, Sheilah Cuffy como Killer Queen, Javier Navares como Khashoggi, Ángel Padilla como Brit, Eva María Cortés como Meat y José María Guzmán y Juanjo Pardo como Pop. El elenco fue elegido por el propio Brian May entre los más de 800 candidatos que pasaron por las audiciones. La dirección musical recayó en Pablo Navarro, mientras que el libreto y las letras fueron adaptados al castellano por Luis Álvarez, Alejandra Martín, Juan Cánovas, Carlos Lázaro, José Manuel Vergara, María Ovelar y Brian May, si bien algunas canciones como «We Will Rock You», «We Are the Champions» o «Bohemian Rhapsody» se mantuvieron en su idioma original.
El montaje recibió una excelente acogida por parte del público y prolongó su estancia en el Teatro Calderón hasta el 30 de mayo de 2004. La última función en la capital contó con la presencia de Brian May, quien realizó una colaboración especial durante los bises finales.
Una vez concluida la temporada en Madrid, We Will Rock You se embarcó en una gira nacional que dio comienzo el 18 de noviembre de 2004 en el Teatre Apolo de Barcelona y finalizó el 21 de mayo de 2006 en el Teatro Lope de Vega de Sevilla. Tras unos meses de descanso y como adiós definitivo a los escenarios españoles, el espectáculo regresó a la capital para instalarse en el Teatro Calderón entre el 23 de enero de 2007 y el 6 de enero de 2008. Durante esta última etapa en Madrid, dos funciones semanales se representaron con las canciones en inglés.
En total, la producción española de We Will Rock You fue vista por más de un millón de espectadores a lo largo de los cuatro años que se mantuvo en cartel.
2021
El 9 de octubre de 2021 un nuevo montaje levantó el telón en el Gran Teatro Príncipe Pío de Madrid, con Xavi Melero y Ferran Fabà como Galileo, Anabel García como Scaramouche, Livia Dabarian como Killer Queen, David Velardo como Khashoggi, Ivan Herzog como Brit, Cristina Rueda como Ozzy (Meat) y Manuel Ramos como Osborn (Pop). Esta versión, que a diferencia de su predecesora mantuvo todas las canciones en inglés excepto el tema «No-One but You», contó con dirección de Cristina Sánchez, coreografía de Teresa Jiménez, dirección de actores de Gabriel Olivares y Alejandra Ortiz-Echagüe, diseño de escenografía de David Pizarro y Roberto del Campo, diseño de vestuario de Eduardo de la Fuente, diseño de iluminación de Ezequiel Nobili, diseño de sonido de Gonzalo Bosque, dirección musical de Pablo Navarro y adaptación del libreto de Javier Navares.

### Otras producciones
We Will Rock You se ha representado en países como Alemania, Australia, Austria, Bélgica, Brasil, Bulgaria, Canadá, China, Corea del Sur, Croacia, Dinamarca, España, Estados Unidos, Filipinas, Francia, Hungría, Irlanda, Italia, Japón, Luxemburgo, México, Noruega, Nueva Zelanda, Países Bajos, Polonia, Reino Unido, República Checa, Rusia, Singapur, Sudáfrica, Suecia, Suiza, Tailandia o Turquía, y ha sido traducido a multitud de idiomas. En total ha sido visto por más de 20 millones de personas en todo el mundo.
En Estados Unidos se estrenó el 8 de septiembre de 2004 en el hotel Paris de Las Vegas, donde pudo verse hasta el 27 de noviembre de 2005. Esta versión, que condensaba el libreto en un único acto, fue protagonizada por Tony Vincent y Jason Wooten como Galileo, Kacie Sheik y Aspen Vincent como Scaramouche, Patti Russo como Killer Queen, Rich Hebert como Khashoggi, Ty Taylor como Brit, Carly Thomas como Oz (Meat) y Douglas Crawford como Pop.
La primera gira por Reino Unido e Irlanda arrancó el 20 de marzo de 2009 en el Palace Theatre de Mánchester, con Alex Gaumond como Galileo, Sarah French-Ellis como Scaramouche, Brenda Edwards como Killer Queen, Jonathan Wilkes como Khashoggi, Wayne Robinson como Brit, Georgina Hagen como Meat y Kevin Kennedy como Pop, y estuvo en la carretera durante un año.
Entre el 5 y el 9 de febrero de 2014, el tour norteamericano hizo una parada en el Auditorio Nacional de Ciudad de México, suponiendo el debut de We Will Rock You en América Latina. Las funciones fueron en inglés con subtítulos proyectados en grandes pantallas.
Aunque el espectáculo permanece inédito en Broadway, entre el 14 y el 17 de noviembre de 2019 recaló en el Madison Square Garden de Nueva York como parte de la segunda gira norteamericana.

## Personajes
| Personaje                   | Descripción |
| Galileo                     | Un joven visionario que escucha voces en su mente. Aunque él no lo sabe, una vieja profecía lo señala como el líder que traerá de vuelta la libertad a través de la música.                       |
| Scaramouche                 | Una muchacha inconformista que odia la sociedad que le ha tocado vivir. Será el catalizador que empuje a Galileo a cumplir su destino.                                                            |
| Killer Queen                | Presidenta ejecutiva de Globalsoft, la corporación que controla el planeta y reprime cualquier forma de creación artística, incluida la música. Su obsesión es acabar con la resistencia bohemia. |
| Khashoggi                   | Lugarteniente de Killer Queen y brazo ejecutor de la política de represión de Globalsoft. |
| Brit                        | Miembro de la resistencia bohemia. Cree firmemente en la llegada de un libertador que hará posible el regreso de la música rock.                                                                  |
| Meat / Oz / Ozzy            | Compañera inseparable de Brit. Vive oculta en el subsuelo junto al resto de los bohemios. |
| Pop / Osborn / Rebel Leader | Un anciano hippie y antiguo bibliotecario, único vínculo de los bohemios con el pasado. |

## Números musicales
| Acto I                                     |                                        |
| Título original                            | Título en España                       |
| «Innuendo»                                 | «Innuendo»                             |
| «Radio Ga Ga»                              | «Radio Ga Ga»                          |
| «I Want to Break Free»                     | «Yo quiero salir»                      |
| «Somebody to Love»                         | «Un poco de amor»                      |
| «Killer Queen»                             | «Killer Queen»                         |
| «Play the Game»                            | «Play the Game»                        |
| «Under Pressure»                           | «Under Pressure»                       |
| «A Kind of Magic»                          | «Cuestión de magia»                    |
| «I Want It All»                            | «Quiero algo más»                      |
| «Headlong»                                 | «Sin control»                          |
| «No-One but You (Only the Good Die Young)» | «Solo por ti (Los buenos ya no están)» |
| «Crazy Little Thing Called Love»           | «Algo loco es el amor»                 |
| «Ogre Battle»                              | «Ogre Battle»                          |
| Acto II                                    |                                        |
| Título original                            | Título en España                       |
| «One Vision»                               | «One Vision»                           |
| «Who Wants to Live Forever»                | «Por quién vivir por siempre»          |
| «Flash»                                    | «Flash»                                |
| «Seven Seas of Rhye»                       | «Nirvana»                              |
| «Fat Bottomed Girls»                       | «Fat Bottomed Girls»                   |
| «Don't Stop Me Now»                        | «Don't Stop Me Now»                    |
| «Another One Bites the Dust»               | «El polvo tú morderás»                 |
| «Hammer to Fall»                           | «Ya se acabó» *                        |
| «These Are the Days of Our Lives»          | «Los dulces días de ayer»              |
| «Bicycle Race»                             | «Bicycle Race»                         |
| «Headlong (Reprise)»                       | «Sin control (Reprise)»                |
| «We Will Rock You»                         | «We Will Rock You»                     |
| «We Are the Champions»                     | «We Are the Champions»                 |
| Encore                                     |                                        |
| Título original                            | Título en España                       |
| «We Will Rock You (Fast Version)»          | «We Will Rock You (Fast Version)»      |
| «Bohemian Rhapsody»                        | «Bohemian Rhapsody»                    |

Este listado de canciones corresponde a las producciones originales de Londres y España. En revisiones posteriores se han introducido cambios, añadiendo nuevos números musicales, eliminando otros y 
modificando el orden de algunas escenas.
* En la producción española, «Hammer to Fall» fue movida de lugar y pasó a ser interpretada después de «Seven Seas of Rhye».

## Repartos originales
| Personaje    | West End (2002)  | Madrid (2003)                  | Gira en Reino Unido (2009) | Gira en Norteamérica (2013) | Madrid (2021)           | West End (2023)  |
| Galileo      | Tony Vincent     | Momo Cortés Miquel Fernández   | Alex Gaumond               | Brian Justin Crum           | Xavi Melero Ferran Fabà | Ian McIntosh     |
| Scaramouche  | Hannah Jane Fox  | María Blanco                   | Sarah French-Ellis         | Ruby Lewis                  | Anabel García           | Elena Skye       |
| Killer Queen | Sharon D. Clarke | Sheilah Cuffy                  | Brenda Edwards             | Jacqueline B. Arnold        | Livia Dabarian          | Brenda Edwards   |
| Khashoggi    | Alexander Hanson | Javier Navares                 | Jonathan Wilkes            | P.J. Griffith               | David Velardo           | Lee Mead         |
| Brit         | Nigel Clauzel    | Ángel Padilla                  | Wayne Robinson             | Jared Zirilli               | Ivan Herzog             | Adrian Hansel    |
| Meat         | Kerry Ellis      | Eva María Cortés               | Georgina Hagen             | Erica Peck                  | Cristina Rueda          | Christine Allado |
| Pop          | Nigel Planer     | José María Guzmán Juanjo Pardo | Kevin Kennedy              | Ryan Knowles                | Manuel Ramos            | Ben Elton        |

Reemplazos destacados en la producción española de 2003
- Galileo: Juan Dávila, Daniel Diges, Julián Fontalvo, Daniel Millet, Carlos Solano
- Scaramouche: María Adamuz, Erika Albero, Ruth Calvo, Xenia García, Dulcinea Juárez, Elena Medina, Carolina Serrato
- Killer Queen: Tessa Bodí, Inés León, Nieves Val León
- Khashoggi: Carlos Fernández, Fernando Samper
- Brit: Juan Félix Bejarano, Julián Fontalvo
- Meat: Lara Alcázar, Lorena Calero, María López, Silvia Martí, Damaris Martínez, Carmen María Rodríguez, Esther San José
- Pop: Diego Falcón

Reemplazos destacados en la producción española de 2021
- Galileo: Andrés Navarro
- Brit: Alberto Scarlatta

## Grabaciones
Existen varios álbumes grabados en sus respectivos idiomas por los elencos de Londres (2002), España (2004), Alemania (2005), Italia (2010) y Hungría (2018).

## Premios y nominaciones

### Producción original del West End
| Año  | Premio        | Categoría                                     | Nominado                                      | Resultado |
| ---- | ------------- | --------------------------------------------- | --------------------------------------------- | --------- |
| 2003 | Olivier Award | Mejor intérprete de reparto en un musical     | Sharon D. Clarke                              | Nominada  |
| 2010 | Olivier Award | Premio del público al espectáculo más popular | Premio del público al espectáculo más popular | Nominado  |
| 2011 | Olivier Award | Premio del público al espectáculo más popular | Premio del público al espectáculo más popular | Ganador   |

### Producción original española
| Año  | Premio                    | Categoría       | Nominado        | Resultado |
| ---- | ------------------------- | --------------- | --------------- | --------- |
| 2007 | Premio del Teatro Musical | Premio especial | Premio especial | Ganador   |

### Producción española de 2021
| Año  | Premio                    | Categoría                         | Nominado                         | Resultado |
| ---- | ------------------------- | --------------------------------- | -------------------------------- | --------- |
| 2022 | Premio del Teatro Musical | Mejor musical                     | Mejor musical                    | Nominado  |
| 2022 | Premio del Teatro Musical | Mejor dirección musical           | Pablo Navarro                    | Nominado  |
| 2022 | Premio del Teatro Musical | Mejor escenografía                | David Pizarro, Roberto del Campo | Nominados |
| 2022 | Premio del Teatro Musical | Mejor diseño de iluminación       | Ezequiel Nobili                  | Nominado  |
| 2022 | Premio del Teatro Musical | Mejor figurinista                 | Eduardo de la Fuente             | Nominado  |
| 2022 | Premio del Teatro Musical | Mejor actor protagonista          | Xavi Melero                      | Nominado  |
| 2022 | Premio del Teatro Musical | Mejor actor de reparto            | David Velardo                    | Nominado  |
| 2022 | Premio del Teatro Musical | Interpretación destacada femenina | Anabel García                    | Nominada  |